# Lavpasled
Et lavpasled er en sammenstilling af en kondensator og en modstand, som dæmper vekselspændinger ved lave frekvenser mindre end vekselspændinger ved højere frekvenser. Lavpasleddet kan sammenlignes med en spændingsdeler sammensat af en modstand og en kondensator; da kondensatorens impedans varierer med frekvensen, vil spændingsforholdet afhænge af signalets frekvens.

## Sådan virker lavpasleddet
I feltet øverst til venstre på illustrationen til højre ses diagrammet for et lavpasled: Det består af modstanden {\displaystyle R} og kondensatoren {\displaystyle C}, koblet i serie. Indgangssignalet, i form af spændingen {\displaystyle u} indføres på terminalerne til venstre i diagrammet, og udgangssignalet "tappes" over kondensatoren i diagrammets højre side.
Øverst til højre på illustrationen ses hvad der "sker" med et sinusformet signal i lavpasleddet: Omkring de tidspunkter hvor indgangssignalet nærmer sig en "top" eller en "bund", søger strømmen {\displaystyle i} i kredsløbet at op- eller aflade kondensatoren. Hvis signalet har en høj frekvens, dvs. skifter retning hurtigt, "når" kondensatoren ikke at blive ladet til særlige store spændinger. Ved lavere frekvenser får kondensatoren derimod bedre "tid" til at nå op i nærheden af indgangssignalets spænding.
Den lavere spænding over kondensatoren ved højere frekvenser skyldes, at kondensatorens reaktans (vekselstrømsmodstand) bliver mindre ved stigende frekvens. Spændingen falder derfor over C, men bliver tilsvarende større over R, så der til sidst ligger hele indgangssignalet over R.
Det ses at der opstår en vis "forsinkelse", eller fasedrejning, benævnt θ, mellem ind- og udgangssignalet: Denne fasevinkel kan være alt mellem en anelse over 0, til lige knap 90 grader, og er størst for høje frekvenser, dvs. når leddet dæmper signalet kraftigt.

Da udgangssignalet er "bagud" i forhold til indgangssignalet, ser man ofte denne vinkel angivet med negativt fortegn, altså som et tal mellem −90 og 0.
Lavpasleddet giver 90 grader pr pol. Det viste lavpasled er af 1 orden og vil derfor giver en fasedrejning på -90 grader. Ved 3db knækfrekvensen vil fasedrejningen være -45 grader,og 1 dekade før vil den være tæt på 0grader,og en dekade efter være tæt på -90 grader.

## Frekvensgang og overgangsspænding
Bemærk at nedenstående redegørelse kun er gældende når signalkomponenterne er sinusformede og betragtes enkeltvis.
Nederst til venstre på illustrationen ses et såkaldt Bode-diagram, som viser hvor stor udgangssignalets amplitude er i forhold til indgangssignalets ditto: Indtil en vis frekvens {\displaystyle f_{0}}, kaldet overgangsfrekvensen eller grænsefrekvensen, "slipper" signalet igennem med en dæmpning på 3db (ca. 0,7 ganget med indgangssignalet). Ved frekvenser over overgangsfrekvensen dæmpes signalet gradvist mere og mere efterhånden som frekvensen stiger. For frekvenser et godt stykke over overgangsfrekvensen gælder mere præcist, at for hver gang frekvensen fordobles, "taber" udgangssignalet yderligere 6 decibel i styrke, svarende til 20 dB hvis frekvensen stiger til det 10-dobbelte.
Overgangsfrekvensen defineres som det sted hvor signalet dæmpes 3 dB. -3db svarer til ca 0,7 gange spændingens amplitude, hvilket medfører at effekten dæmpes til det halve.
Hvis modstandens værdi er {\displaystyle R} og kondensatorens {\displaystyle C}, kan man beregne overgangsfrekvensen med denne formel:
{\displaystyle f_{o}={\frac {1}{2\cdot \pi \ \cdot R\cdot C}}}
Når leddet arbejder ved lige netop overgangsfrekvensen, er impedansen i kondensatoren netop lige så stor som den rent ohmske modstand i modstanden: I den situation svarer leddet jo til en spændingsdeler med to lige store "modstande".
Man kan beregne føromtalte fasevinkel ved en given frekvens {\displaystyle f}i forhold til overgangsfrekvensen {\displaystyle f_{0}}, idét trigonometrien giver det simple forhold mellem en vinkel i en retvinklet trekant og de to kateter:
{\displaystyle \tan \theta \ ={\frac {f}{f_{0}}}}

## Phasordiagram og faseforhold
Nederst til højre på illustrationen ses et phasordiagram for lavpasleddet: Da modstandens størrelse er et reelt tal og kondensatorens impedans et imaginært, bliver summen af spændingerne over komponenterne et komplekst tal. Et sted i den komplekse plan findes phasoren for indgangsspændingen, som ifølge Kirchhoffs spændingslov skal være summen af de to seriekoblede komponenter i leddet: Afhængigt af frekvensen, og dermed kondensatorens reaktans, danner denne phasor en vis vinkel θ i forhold til phasoren for spændingen over kondensatoren, som jo samtidig er udgangsspændingen fra lavpasleddet.
Da phasorerne for spændingerne over kondensatoren og modstanden står vinkelret på hinanden, giver den pythagoræiske læresætning forholdet:
{\displaystyle u^{2}={u'}^{2}+u_{R}^{2}}
Ved hjælp af trigonometri kan man desuden bl.a. finde følgende formel for fasedrejningen i leddet:
{\displaystyle \cos \theta \ ={\frac {u^{\prime }}{u}}}